# Détroit de Haskell
Pour les articles homonymes, voir Haskell (homonymie).
Le détroit d'Haskell est le passage océanique dans le sud du détroit de McMurdo, entre le cap Armitage, île de Ross et le cap Spencer-Smith (en), île White, en Antarctique. Sur le plan océanographique, il sépare le détroit de McMurdo du bassin océanique (cavité de la plate-forme de glace) sous la plate-forme de Ross. Le détroit lui-même est d'environ 25 km de large et par endroits à plus de 900 m de profondeur. Des courants de près d'un demi-nœud ont été mesurés dans le détroit, bien que les débits typiques soient plus faibles. Il est principalement recouvert de glace de la plate-forme de glace McMurdo et de banquise côtière dans le sud du détroit de McMurdo. En de rares occasions, la rupture de la glace de mer expose le coin nord-ouest du détroit qui devient navigable et les navires peuvent en fait s'amarrer au large de la base Scott.

Carte montrant le détroit d'Haskell passant entre le cap Spencer-Smith et le cap Armitage.

## Nom

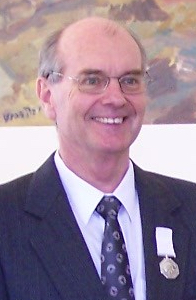
Timothy Haskell, en l'honneur duquel le détroit est nommé.

Il porte le nom du scientifique polaire néo-zélandais Timothy Haskell en 2009. On ne sait pas pourquoi il n'a pas été nommé auparavant comme un détroit. C'est peut-être parce qu'il est généralement recouvert de glace et dominé par la barrière (la plate-forme de glace McMurdo). Cependant, il éclipse les autres détroits couverts de glace nommés dans la région - par exemple les détroits Moraine et White qui séparent Minna Bluff de Black Island et White des Black Islands, respectivement.

## Histoire
Le détroit a été le théâtre d'un grand drame pendant l'âge héroïque de l'exploration en Antarctique. Apsley Cherry-Garrard décrit les tentatives des groupes Scott de se débarrasser, avec leurs poneys, de la glace de mer en train de se désintégrer, en passant devant l'orque en patrouille et sur la barrière. Le base antarctique Scott, la station de recherche scientifique néo-zélandaise, a été établie pendant l'Année géophysique internationale 1957 et surplombe le détroit d'Haskell.

## Océanographie
Comme il s'agit de l'un des grands détroits les plus au sud du monde, il est fortement influencé par la rotation de la Terre. C'est aussi la porte d'entrée ouest de la cavité de la plate-forme de glace de Ross - un énorme plan d'eau pratiquement inconnu. La cavité est une source importante d'eau surfondue, c'est-à-dire d'eau refroidie à de grandes profondeurs sous la banquise qui est ensuite relâchée pour se retrouver plus froide que la température de congélation. Cette eau influence la croissance de la glace de mer qui à son tour affecte les processus climatiques à l'échelle mondiale.